# Уандакарео
Уандакарео (исп. Huandacareo) — посёлок и административный центр одноимённого муниципалитета в мексиканском штате Мичоакан. Численность населения, по данным переписи 2010 года, составила 6 736 человек.

## Общие сведения
На юге муниципалитет омывается водами озера Куицео, привлекающего туристов.